# 跨境巴士

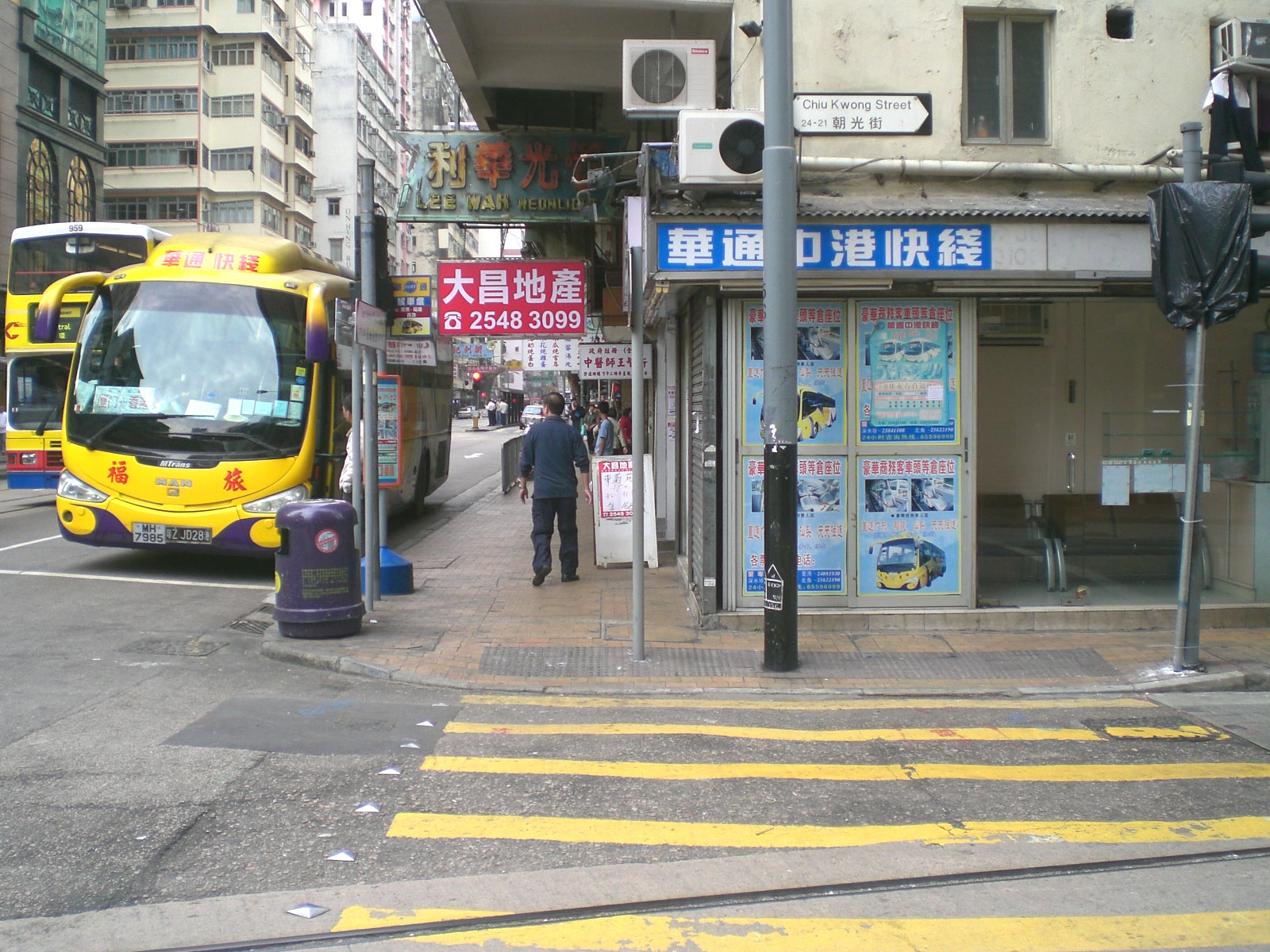
在香港的一個香港与中國大陸间跨境巴士的車站

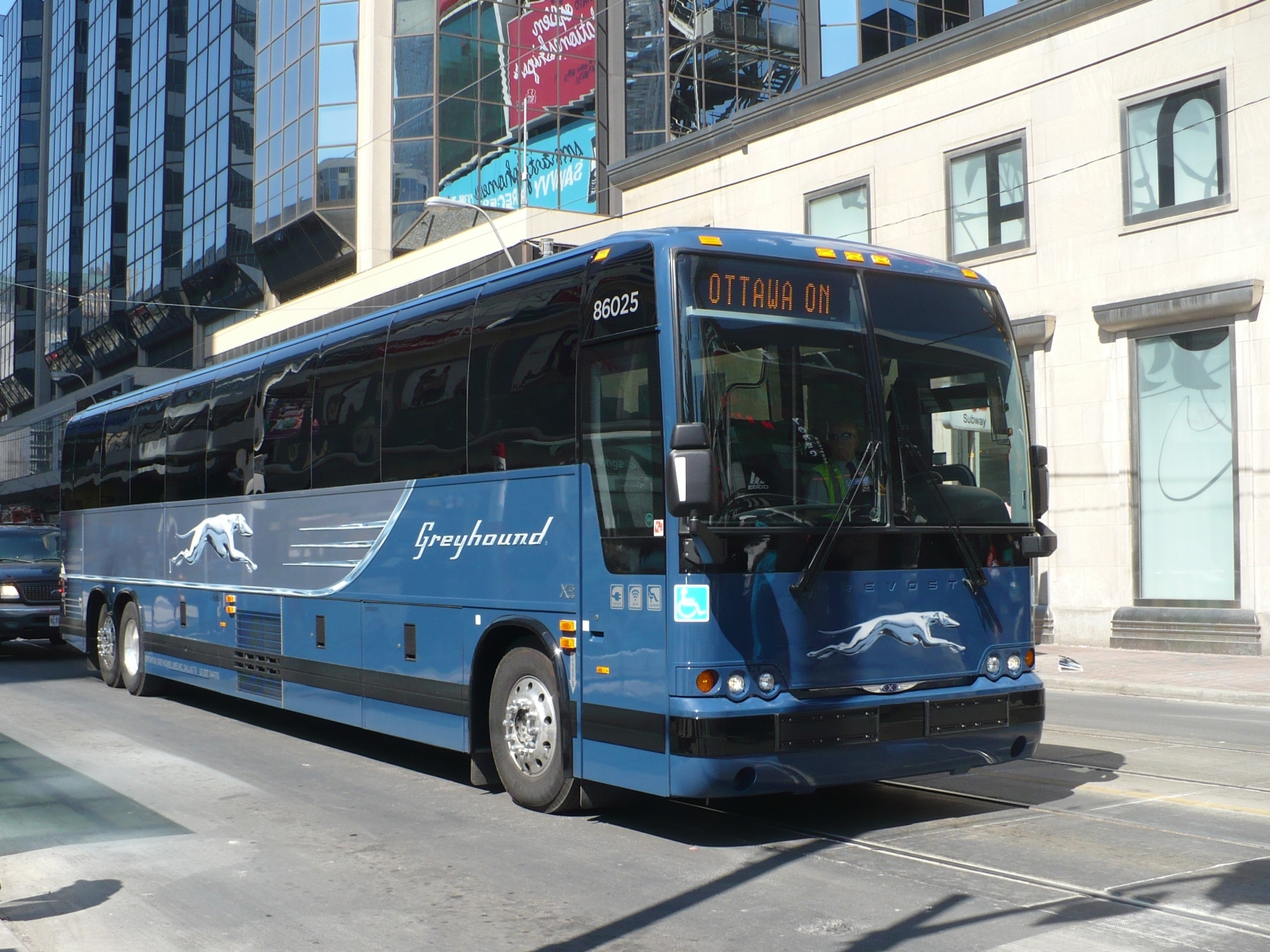
美國跨境灰狗巴士

跨境巴士，是指往來兩個不同國家或地區的巴士服務，它們運輸乘客跨越邊境出入兩地，是站對站客流服務，所以又名過境巴士、直通巴、跨境快線、跨境公交车等。而在香港及澳門的跨境巴士，由於港澳和大陸的車行方向不同，故跨境巴士需適應兩邊不同的行車方向，且須考取特許駕照方可營運。

## 香港跨境巴士
香港跨境巴士主要往来香港和中國大陸和澳門各地，其中來往香港和中國大陸的跨境巴士稱為中港跨境巴士，甚至部分人戲稱為「跑狗」。香港的跨境巴士使用皇崗口岸、文錦渡口岸、沙頭角口岸、深圳灣口岸及港珠澳大橋往返香港、澳門及中國大陸。在皇崗口岸除了有往來落馬洲與皇崗的皇巴士外，還有直通跨境巴士往來皇崗口岸與元朗錦上路站、灣仔碼頭、旺角（跨境全日通）、荃灣站（中港直通快線）、觀塘藍田站及尖沙咀柯士甸道（24小時跨境快線）。除此之外，還有一些由香港出發經皇崗、深圳灣口岸、文錦渡及沙頭角前往廣州、中山、佛山、新會、順德等地的長途巴士。另外，乘搭跨境巴士到海关後，乘客需要携带行李全部下车并步行通过海关和移民检查，过关后再重新登车前往目的地。
而香港主要的跨境旅遊客車服務經營商包括：
- 香港中旅汽車服務
- 環島旅運[1]
- 永東直通巴士[2]
- 粵港汽車
- 中港通
- 廣通巴士
- 華通巴士
- 港澳一號
- 港澳快線[3]
- 港通汽車（左軚限定）
- 通榮達
- 中信國際
- 深華粵海
- 東僑客運
- 深港榮利
- 威盛運輸
- 穗港客車
- 沙港巴士
- 金旅客運
- 湛港旅運
- 香港國旅（左軚限定）
- 華閩汽車

此外，城巴曾於1985年至2001年運營城巴過境路線。

## 澳門的跨境巴士
在澳門，亦有提供跨境巴士往來澳門、香港與中國內地。另外，中旅也有經營關閘邊檢大樓至富豪酒店的路線。往返香港的跨境巴士線必須經港珠澳大橋澳門邊檢大樓出入境；往返橫琴粵澳深度合作區必須經橫琴口岸出入境；往返廣東省境內大部分途經橫琴口岸出入境，少部分於關閘或港珠澳大橋澳門邊檢大樓出入境。另外，乘搭跨境巴士到海关後，乘客需要携带行李全部下车并步行通过海关和移民检查，过关后再重新登车前往目的地。
而澳門主要的跨境旅遊客車服務經營商包括：
- 香港中旅汽車服務 (部分與澳門中國旅行社聯營)
- 岐關車路 (包括往返橫琴粵澳深度合作區的跨境通勤專線)
- 信德國旅：往返廣州市區跨境巴士服務及聯合運營港珠澳大橋穿梭巴士
- 海天中轉大樓客車：由港澳機場客運服務有限公司及機管局聯合運營

- 港澳一號
- 港澳快線

## 新加坡跨境巴士
新加坡的新捷运營辦160及170路巴士路线，往來新加坡與馬來西亞新山，每日清晨至晚間服務。乘客可以使用新幣及馬幣繳費。另有跨境的星柔快車服務。
除此之外，新加坡亦有跨境長途巴士前往吉隆坡。

## 中朝跨境巴士
中國辽宁省丹東的301路公車，往來丹东口岸与新义州火车站，每天8：30及13：30发两班车。

## 中越跨境巴士
中國廣西有多條往返越南的客運班車，途經友誼關、龍邦口岸前越南。路線：南寧至越南河內，南宁至越南海防、桂林至越南河内、崇左至越南下龙、百色至越南高平。
除此之外，中國雲南省昆明往返越南沙壩的客運已有計劃開行，途經天保口岸出境。

## 中俄跨境巴士
中國黑龍江省哈爾濱有長途大巴往返俄羅斯远东海参崴，全程約12小時。

## 中哈跨境巴士
中國新疆烏魯木齊有長途大巴往返哈薩克斯坦阿拉木圖，途經霍尔果斯口岸。

## 北美洲和墨西哥跨境巴士
灰狗巴士、Tufesa、TapRoyal提供跨越美墨两国的跨境巴士。另外，乘搭跨境巴士到海关後，乘客需要携带行李全部下车并步行通过海关和移民检查，过关后再重新登车前往目的地。

## 歐洲跨境巴士
由於歐洲大陸大部分地區皆為申根區範圍，跨境巴士可在申根區各國內暢行無阻，且乘客與司機無須接受護照檢查。跨欧洲主要是Eurolines和FlixBus。
巴士車資在歐元區內通常以歐元計價，另外在非歐元區可使用瑞士法郎、丹麥克朗、捷克克朗、和瑞典克朗等歐元以外貨幣，视巴士駛經的國家而定。

## 外部連結
- 中港跨境巴士查詢及票務（Go巴出行提供） （页面存档备份，存于）

1. ↑  . til.gobybus.hk.   [2024-01-11]. （原始内容存档于2019-09-12）.
2. ↑  . eebus.gobybus.hk.   [2024-01-11].
3. ↑  . hkmoexpress.gobybus.hk.   [2024-01-11].